# Jacques Linsolas
Jacques Linsolas est un prêtre réfractaire français qui s'est opposé à la Constitution civile du clergé à Lyon lors de la Révolution française.

## Biographie

### Éducation et formation
Linsolas est né à Lyon, rue Tupin, le 5 février 1754 et baptisé le lendemain dans l'église Saint-Nizier,. Il est le fils d'un chirurgien-major du régiment Daubigny-Dragons originaire du Dauphiné et d'une Lyonnaise.
Il est tonsuré le jour de sa confirmation et étudie au collège de la Trinité, puis au séminaire Saint-Irénée avec des maîtres sulpiciens. Le 29 mai 1779, il est ordonné prêtre et rattaché à l'église Saint-Nizier sans en avoir la cure,.
Dès cette époque, il fait partie des catholiques intransigeants refusant les idées des Lumières et attaché au gallicanisme. Il est membre du chapitre de l'église Saint-Just en 1787, et chanoine d'honneur de l'église Saint-Nizier.
Juste avant la Révolution, les autorités diocésaines le choisissent car peu suspect de jansénisme, pour réaliser des conférences d'écritures saintes aux séminaristes.
Il crée en 1788 une « société des demoiselles », c'est une société secrète qui, tout en pratiquant l’éducation et la charité, a des activités prosélytiques. La même année, il s'inscrit au séminaire des Missions étrangères de Paris, dans le but de partir au Tonkin et en Cochinchine, mais il y renonce et rentre à Lyon en 1789. Cette attirance pour la mission se retrouve dans la façon dont il organisera son réseau clandestin plus tard.

### Le carême 1791
Le 16 mars 1791, Linsolas prêche le carême à Saint-Nizier, la première paroisse de Lyon. Il n'a pas prêté le serment exigé par la loi et les jours précédents, il a déjà appelé, lors d'un prêche, les fidèles à prier pour Yves Alexandre de Marbeuf désigné sous le nom « Monseigneur l’archevêque de Lyon », refusant ainsi de reconnaître la Constitution civile du clergé, puisque celle-ci a supprimé le titre d’archevêque. Il refuse également ainsi de reconnaître l'élection d'Adrien Lamourette comme évêque de Rhône-et-Loire le 1er mars. Des membres de la société des Amis de la Constitution sont présents et clament leur mécontentement. Les femmes de l’assistance — vraisemblablement membres de la société des demoiselles — en viennent aux mains avec les perturbateurs et une bagarre générale à coups de chaises a lieu dans l’église. La garde nationale sépare les combattants et évacue l’édifice.
En raison du scandale, il est incarcéré pendant trois mois, au cours desquels il écrit son Instruction à l’usage des catholiques de France, destinée au clergé réfractaire. Il quitte Lyon début septembre 1792 muni d'un passeport officiel, mais qui ne l'autorise pas à revenir, la sanction étant la déportation à Cayenne (la mort à partir de 1793).
Il rejoint Yves Alexandre de Marbeuf qui lui demande de retourner à Lyon pour organiser l'église clandestine,.

### L'organisation de l'Église réfractaire lyonnaise sous le système des missions
Il revient malgré les risques clandestinement en novembre 1792 sous le pseudonyme de « Chaumont », en tant que vicaire général de l’archevêque, qui le charge d’organiser un culte clandestin de l’Église réfractaire,. « Cette promotion est source de débat car, jusque-là, le prêtre Linsolas est plutôt discret et occupe une place modeste dans l'Église lyonnaise. Cette nomination en pleine crise de l'Église est-elle due à son lien avec les Sulpiciens, à son comportement de résistance face à la Constitution civile du clergé ou encore à une influence qui nous est inconnue dans le diocèse de Lyon ? Il devient en tout cas le pivot de la résistance à la déchristianisation, met en place vingt-cinq missions qui ont pour but de maintenir le catholicisme dans le diocèse et s'oppose à l'Église constitutionnelle et à l'évêque Antoine-Adrien Lamourette ».
Il organise un réseau secret mais efficace et coordonné de « missionnaires » dirigés par des « chefs de mission » qui perpétuent la lutte contre la Constitution civile du clergé. Certains laïcs, nommés « chefs de paroisse » prennent de dangereuses responsabilités : lectures et prières, annonces et informations du missionnaire, choix du local des assemblées, mais aussi administration secrète des sacrements et tenue à jour des actes de décès, naissances et ondoiements. Des militants laïcs diffusent des pamphlets hostiles à la Constitution civile du clergé. La société des demoiselles semble jouer un rôle majeur. Selon ses propres dires, Linsolas fournissait aux affiliées « plusieurs exemplaires des brochures orthodoxes opposées aux faux principes de l’Église constitutionnelle. Elles les faisaient lire aux personnes qu’on cherchait à entraîner et à celles qui avaient succombé à la séduction ».
Ses principaux relais religieux sont Farge, curé de Saint-Bonnet de Troncy pour le Forez, Billet pour le Roannais et le Beaujolais, de Ruivet pour la Bresse, le Bugey et la Dombes. Il parvient à étendre son réseau sur l'ensemble de son diocèse. Le réseau comprend jusqu'à 677 prêtres dont 186 dans la seule ville de Lyon.
Il parvient durant huit ans à échapper aux autorités qui le recherchent en vain, ce qui pose la question de son efficacité dans son organisation et d'éventuelles complicités ou tolérances des autorités. Il parvient ainsi même pendant le siège de Lyon à rester en ville fréquemment, envoyant et recevant des lettres de Marbeuf, diffusant dans le diocèse les mandemants de ce dernier, organisant de nombreuses messes clandestines, remettant en route le séminaire et faisant ordonner des prêtres.

### Relations avec l'Église concordataire
En 1801, un nouvel archevêque est nommé à la suite du Concordat : Joseph Fesch, oncle de Napoléon Bonaparte. Linsolas accepte le concordat. 
Recherché par la police du Premier Consul, il est arrêté quelques jours avant son arrivée pour complot royaliste. Le commissaire général de police qui l'arrête écrit à son propos au ministre de l'intérieur : « Citoyen Ministre. Depuis plusieurs mois, j'étais à la recherche de l'abbé Linsolas se disant grand vicaire du diocèse de Lyon et président du comité ecclésiastique... et contre lequel vous aviez expédié un mandat d'arrêt… Cet homme à la fois inepte, fanatique et turbulent, est un de ceux qui ont le plus agité les opinions religieuses… Il parait avoir encore été d'intelligence avec tous les chefs du parti royaliste et anglais… Depuis longtemps cet homme est sans domicile, ne couchant jamais deux fois dans le même endroit, voyageant sans cesse dans les départements environnant Lyon ».
Il est transféré à Paris et interrogé sur ses relations avec les contre-révolutionnaires, notamment ceux de Bayreuth. Mais il n'est pas mentionné dans les papiers retrouvés et acquitté. Il est toutefois condamné à l'exil et envoyé à Turin Il se rendra dans les États pontificaux. L'exil dure toute la période napoléonienne, Fesch prenant garde qu'aucune remise de peine ne lui soit accordé.

### Fin de vie
En 1815 il revient à Lyon, il écrit ses mémoires qui seront publiées sous le titre L’Église clandestine de Lyon sous la Révolution. Il n'est toutefois pas rétabli dans ces anciennes prérogatives ni récompensé de son zèle sous la Révolution. 
Il est fait chanoine de Saint-Jean le 20 février 1825 par la faveur de Gaston de Pins.
Il meurt le 12 décembre 1828 à Lyon au 6 rue Saint-Étienne.

## Œuvres
- L'Église clandestine de Lyon pendant la Révolution, réédité en 1985 par Lugd, avec une préface de Jacques Tournier.